# Tom Rockmore
Tom Rockmore, född 4 mars 1942 i New York, är en amerikansk filosof och författare. Han är professor emeritus vid Duquesne University. Rockmore har särskilt influerats av Kant, Fichte, Hegel, Mark, Lukács och Heidegger.